# Фейерверкер

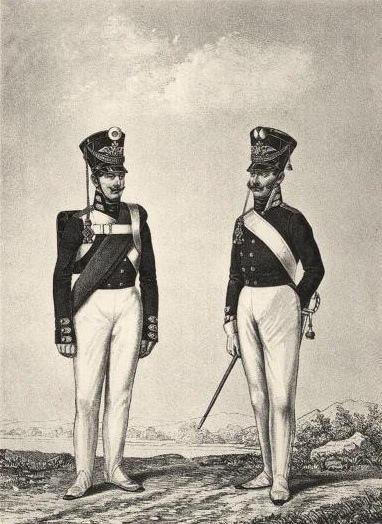
Канонир и Фейерверкер Гвардейской Пешей Артиллерии, 1809—1810 годы.

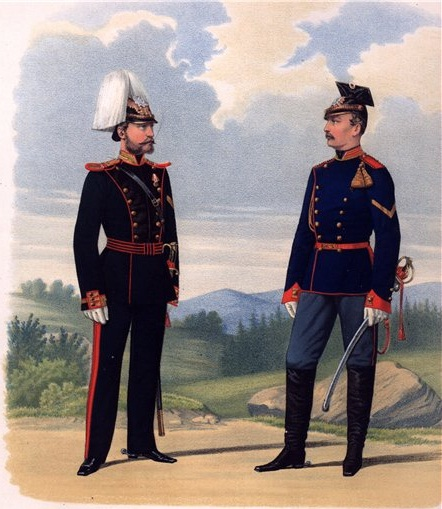
Губарев П. К. Фейерверкер Конно-Артиллерийской бригады и Рядовой Л. Гв. Уланского полка. 1874 год.

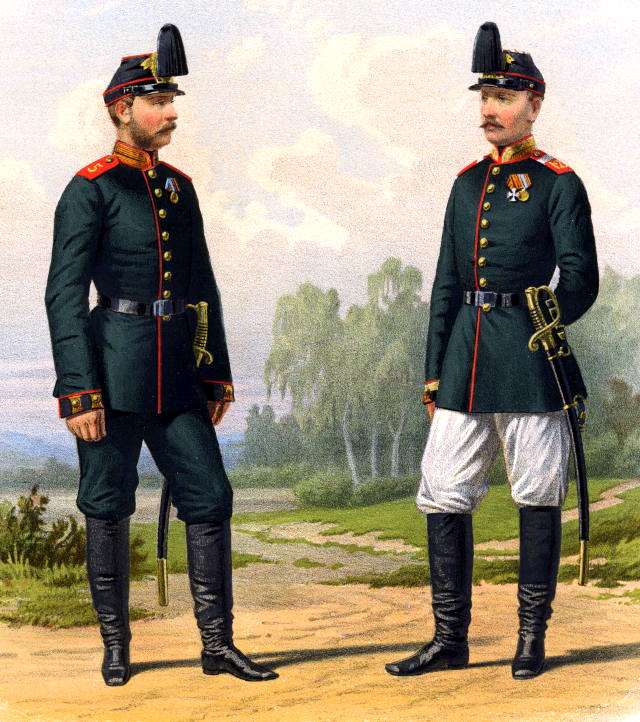
Канонир и Фейерверкер.
1878 год.

фейерверкер
Фейерве́ркер (немецкого происхождения = Feuerwerker / нем. Feuer и Werker — работник огня) — унтер-офицерский чин (звание и должность) в артиллерийских частях русской императорской армии, а также в некоторых иностранных армиях вооружённых сил государств.

## Российская империя
В русской армии появилось в начале XVIII века, первоначально только в «потешных» полках и равнялось в армейской артиллерии чину капрал.
После реформы 1884 года в артиллерии введено два чина:
- младший фейерверкер или вице-фейерверкер приравнивался к младшему (отделенному) унтер-офицеру в других родах войск
- старший фейерверкер или обер-фейерверкер — к старшему (взводному) унтер-офицеру.

Присваивался лучшим бомбардирам и канонирам.

Фейерверкеры артиллерии были основательно подготовлены и теоретически и в особенности практически для исполнения обязанностей непосредственного начальника орудия и для замещения взводного командира; они быстро и точно исполняли команды по наводке и стрельбе, отлично руководили и следили за исполнением обязанностей расчёта при орудиях и зарядных ящиках. Фейерверкеры были незаменимыми помощниками офицеров и служили примером для всех солдат батареи в смысле практического знания службы, сознания долга и самоотверженности.— Барсуков Е. З. [militera.lib.ru/science/barsukov/14.html Русская артиллерия в мировую войну]
В Российской артиллерии — высший унтер-офицерский чин, введённый Петром I в потешных полках в самом конце XVII — начале XVIII века, закреплён законодательно «Уставом воинским» 30 марта (10 апреля) 1716 года. В функции чина входило командование артиллерийским взводом, то есть расчётом из двух орудий, имел в своём подчинении вице-фейерверкеров. Титуловался «Господин фейерверкер». По царскому указу 8 ноября 1796 года был переименован в старшего фейерверкера.
В пешей артиллерии — орудийным фейерверкерам присвоен темляк из белой кожи с такой же кистью.